# بوگدانوفکا (شهرستان ایشیمبایسکی، باشقیرستان)
بوگدانوفکا (انگلیسی: Bogdanovka, Ishimbaysky District, Republic of Bashkortostan) یک شهرک در شهرستان ایشیمبایسکی استان باشقیرستان کشور روسیه است.